# Тизинхе
Тизинхе — первое корейское село в Российской империи.
Образовано в 1864 году, ликвидировано в 1937 году в связи с депортацией корейцев в Среднюю Азию.
Располагалось в долине реки Виноградная на территории Хасанского района.

## История

### 1861—1917
В 1860 году после подписания Пекинского договора между Российской империей и Империей Цин Приморье было включено в состав Российского государства, что наряду с плохими урожаями и высокими государственными налоги дало начало массовой иммиграции корейцев в Приморье, начавшейся в 1864 году.
Переселенцам приходилось переправляться через реку Туманную (кор.두만강), которая являлась границей между Российской империей и Кореей. Первыми были 13 крестьянских семей из провинции Хамгён.
Первая корейская деревня Тизинхе (кор.지신허) была основана в 1864 году в долине реки Виноградная (Тизинхе). В том же году здесь находилось 30 корейских домов, в которых проживало 140 корейцев. Уже в 1878 году здесь располагалось 170 домов и 844 человек. Население в основном занималось сельским хозяйством, выращиванием овса, буды, чумизы, бобов, кукурузы и картофеля. По мере роста населения и площади, образовалось 3 посёлка: Нижнее Тизинхе, Среднее Тизинхе и Верхнее Тизинхе.
Нижнее Тизинхе располагалось в устье реки. Частые разливы не помешали этому поселению стать одним из лучших по производительности среди всех остальных корейских селений.

### 1918—1937
В 1929 году «массовое кооперирование советского крестьянства» в полной мере распространилось и на Посьетский корейский национальный район, ставший сегодня Хасанским районом, тогда же территория была объявлена районом «сплошной коллективизации». На территории возникло 33 земледельческих колхоза и рыбацких коллектива, из них лишь 3 сельскохозяйственных кооператива и 5 рыбалок не были корейскими. В долине Тизинхе тоже был образован колхоз, который получил название «Красный Октябрь». Было образовано колхозное Тизинхе.
В списке населённых пунктов и сельсоветов Посьетского района от 20 апреля 1930 года в Тизинхе значилось 217 дворов при наличии 1401 «едока», в графе «количество кулаков» проставлено число 13. Между тем в долине Тизинхе еще в 1926 году был образован Тизинхинский сельсовет, однако в процессе коллективизации Тизинхе вместе с колхозными корейскими селами Хакпудой, Ивановка, Гнездо и Сухановка стало замыкаться на Ивановский сельсовет. И хотя в 1935 году вновь появляется Тизинхинский сельсовет, через два года он «ликвидирован в связи с переселением корейского населения». То есть в результате депортации в Среднюю Азию и Казахстан. Одним махом упразднены были 18 корейских сельсоветов Посьетского района. Последним председателем Тизинхинского сельсовета был Андрей Ким.

## Население
|        | 1864 | 1868  | 1878 | 1889 | 1900 | 1912  | 1930  |
| ------ | ---- | ----- | ---- | ---- | ---- | ----- | ----- |
| Мужчин | -    | 781   | -    | -    | 497  | 625   | -     |
| Женщин | -    | 615   | -    | -    | 492  | 638   | -     |
| Итого  | 140  | 1 396 | 844  | 906  | 989  | 1 263 | 1 401 |

Верхнее Тизинхе находилось в верхнем течении реки и состояло из трёх поселков: Самгори, Сегетуй и Качеги. В 1911 году здесь проживало 493 корейцев и находилось 83 дома.

## Инфраструктура
Среднее Тизинхе находилось по берегам реки, в среднем течение. Здесь располагались церковь, сельское правление, две мануфактурно-бакалейные лавки и школа.
В Тизинхе успешно распространялось православие. В 1893 году была открыта церковно-приходская школа, по инициативе Петра Цоя. Была открыта в 1872 году первая православная часовня, в 1900 году, в Тизинхе была построена церковь святого Иннокентия Иркутского.

## Примечание
1. 1 2  Первые корейские деревни в Приморском крае. Тизинхе. Национально - культурная автономия корейцев
г. Уссурийска и Приморского края 연해주 고려인 민족 문화 자치회. Дата обращения: 2 октября 2019. Архивировано 2 октября 2019 года.
2. 1 2  Под небом Тизинхе. Дата обращения: 2 октября 2019. Архивировано 2 октября 2019 года.